# 水原洋
水原 洋（みずはら ひろし、1959年3月9日 - 2006年2月24日）は、岩手県盛岡市出身のギター製作家。
彼の死を悼む作家の斎藤純やバイオリン製作家の松本伸らが中心となって、2007年から盛岡市民文化ホールを会場に「水原洋記念演奏会」が開かれている。

## 略歴
- 1959年 岩手県盛岡市に生まれる。
- 1977年 岩手県立盛岡第三高等学校 卒業。
- 1982年 北海道教育大学函館校卒業と同時に、名古屋市のギター製作家加納木魂に師事。
- 1986年 約5年の修行を経て、盛岡に「水原洋クラシックギター工房」を開く。
- 1990年 日本弦楽器製作者協会正会員。
- 1991年 ギタリスト協会特別会員。
- 1993年 東京サンシャインシティ「弦楽器フェア」に出品。
- 1998年 ギタリスト鈴木大介が水原洋製作のルネ・ラコートモデル（19世紀ギター）を使用したCDをリリース。
- 2001年 4月に渡仏し、パリ「ムジコラ=サロン・ド・ムジーク」に出品。
- 2002年 2月、盛岡市「おでってホール」主催の「盛岡発手作り楽器コンサート」に演奏家としても出演。
- 2004年 1月、「高田元太郎in盛岡」を主催。高田は水原洋の新作ギターで演奏。3月、肺癌を発症し、入院も6月に退院し、ギター製作、演奏活動に打ち込む。
- 2006年 2月9日、肺癌再発のため再入院。2月12日には外出許可を得て、雫石町「御所湖川村美術館」にて、初のギターソロコンサートを開催。2月24日、永眠。享年46。生涯製作ギターは219本。